# Ergebnisse der Wahlen zum Europäischen Parlament in Luxemburg
Die folgende Liste enthält die Wahlergebnisse der Europawahlen in Luxemburg.

## Wahlergebnisse
Die grau unterlegten Ergebnisse stehen für Parteien, die den Einzug ins Europaparlament geschafft haben (dunkelgrau: 3 Sitze, grau: 2 Sitze, hellgrau: 1 Sitz).
| Partei | Partei                                            | 1979    | 1984     | 1989     | 1994      | 1999     | 2004    | 2009    | 2014    | 2019    | 2024   |
| ------ | ------------------------------------------------- | ------- | -------- | -------- | --------- | -------- | ------- | ------- | ------- | ------- | ------ |
|        | Chrëschtlech Sozial Vollekspartei (CSV)           | 36,12 % | 34,90 %  | 34,87 %  | 31,50 %   | 31,67 %  | 37,14 % | 31,36 % | 37,65 % | 21,10 % | 22,9 % |
|        | Lëtzebuerger Sozialistesch Arbechterpartei (LSAP) | 21,64 % | 29,93 %  | 25,45 %  | 24,80 %   | 23,58 %  | 22,06 % | 19,48 % | 11,75 % | 12,19 % | 21,7 % |
|        | Demokratesch Partei (DP)                          | 28,12 % | 22,07 %  | 19,95 %  | 18,83 %   | 20,46 %  | 14,87 % | 18,66 % | 14,77 % | 21,44 % | 18,3 % |
|        | Déi Gréng                                         | —       | 6,08 % 2 | 4,32 % 2 | 10,93 % 3 | 10,79 %  | 15,02 % | 16,83 % | 15,01 % | 18,91 % | 11,8 % |
|        | Alternativ Demokratesch Reformpartei (ADR)        | —       | —        | —        | 6,94 % 1  | 8,99 % 1 | 8,04 %  | 7,39 %  | 7,53 %  | 10,04 % | 11,8 % |
|        | Kommunistesch Partei Lëtzebuerg (KPL)             | 5,00 %  | 4,08 %   | 4,71 %   | 1,63 %    | —        | 1,17 %  | 1,54 %  | 1,49 %  | 1,14 %  | 1,0 %  |
|        | Déi Lénk                                          | —       | —        | —        | —         | 2,77 %   | 1,17 %  | 3,37 %  | 5,76 %  | 4,83 %  | 3,2 %  |
|        | Sozialdemokratesch Partei (SDP)                   | 7,00 %  | —        | —        | —         | —        | —       | —       | —       | —       | —      |
|        | Alternative Liste (AL)                            | 1,01 %  | —        | —        | —         | —        | —       | —       | —       | —       | —      |
|        | Liberale Partei (LP)                              | 0,58 %  | —        | —        | —         | —        | —       | —       | —       | —       | —      |
|        | Ligue communiste révolutionnaire (LCR)            | 0,52 %  | 0,38 %   | —        | —         | —        | —       | —       | —       | —       | —      |
|        | Parti Socialiste Indépendant (PSI)                | —       | 2,56 %   | —        | —         | —        | —       | —       | —       | —       | —      |
|        | Gréng Lëscht Ekologesch Initiativ (GLEI)          | —       | —        | 6,14 %   | —         | —        | —       | —       | —       | —       | —      |
|        | National-Bewegong (NB)                            | —       | —        | 2,90 %   | 2,38 %    | —        | —       | —       | —       | —       | —      |
|        | Gréng Alternativ Lëscht (GRAL)                    | —       | —        | 0,86 %   | —         | —        | —       | —       | —       | —       | —      |
|        | Revolutionär Sozialistesch Partei (RSP)           | —       | —        | 0,61 %   | —         | —        | —       | —       | —       | —       | —      |
|        | Firwat nët (FN)                                   | —       | —        | 0,19 %   | —         | —        | —       | —       | —       | —       | —      |
|        | Groupement fir d’Lëtzebuerger Souveränitéit (GLS) | —       | —        | —        | 1,19 %    | —        | —       | —       | —       | —       | —      |
|        | Nei Lénk                                          | —       | —        | —        | 0,9 %     | —        | —       | —       | —       | —       | —      |
|        | Neutral an onofhängeg Mënscherechterpartei (NOMP) | —       | —        | —        | 0,9 %     | —        | —       | —       | —       | —       | —      |
|        | Gréng a Liberal Allianz (GAL)                     | —       | —        | —        | —         | 1,83 %   | —       | —       | —       | —       | —      |
|        | Biergerlëscht (BL)                                | —       | —        | —        | —         | —        | —       | 1,38 %  | —       | —       | —      |
|        | Piratepartei Lëtzebuerg (PPLU)                    | —       | —        | —        | —         | —        | —       | —       | 4,23 %  | 7,70 %  | 4,9 %  |
|        | Partei fir Integral Demokratie (PID)              | —       | —        | —        | —         | —        | —       | —       | 1,82 %  | —       | —      |
|        | Volt                                              | —       | —        | —        | —         | —        | —       | —       | —       | 2,11 %  | 1,0 %  |
|        | Déi Konservativ                                   | —       | —        | —        | —         | —        | —       | —       | —       | 0,53 %  | 0,6 %  |

## Sitze
| 1979 | LSAP | DP    | DP       | CSV | CSV | CSV |
| 1984 | LSAP | LSAP  | DP       | CSV | CSV | CSV |
| 1989 | LSAP | LSAP  | DP       | CSV | CSV | CSV |
| 1994 | LSAP | LSAP  | GLEI/GAP | DP  | CSV | CSV |
| 1999 | LSAP | LSAP  | Greng    | DP  | CSV | CSV |
| 2004 | LSAP | Greng | DP       | CSV | CSV | CSV |
| 2009 | LSAP | Greng | DP       | CSV | CSV | CSV |
| 2014 | LSAP | Greng | DP       | CSV | CSV | CSV |
| 2019 | LSAP | Greng | DP       | DP  | CSV | CSV |
| 2024 | LSAP | Greng | DP       | ADR | CSV | CSV |

## Fraktionszugehörigkeiten
- CSV: Fraktion der Europäischen Volkspartei (Christdemokraten) (seit 1979; 1992 bis 2009 als Fraktion der Europäischen Volkspartei (Christdemokraten) und europäischer Demokraten )
- LSAP: Fraktion der Progressiven Allianz der Sozialisten & Demokraten im Europäischen Parlament (seit 1979; 1979 bis 1993 als Sozialistische Fraktion, 1993 bis 2004 als Fraktion der Sozialdemokratischen Partei Europas, 2004 bis 2009 als Sozialistische Fraktion im Europaparlament)
- DP: Fraktion der Allianz der Liberalen und Demokraten für Europa (seit 1979, 1979 bis 1994 als Liberale und Demokratische Fraktion, 1994 bis 2004 als Fraktion der Liberalen und Demokratischen Partei Europas)
- Gréng: Die Grünen/Europäische Freie Allianz (seit 1999)
- GLEI: Fraktion Die Grünen im Europäischen Parlament (1994 bis 1995); Fraktion der Radikalen Europäischen Allianz (1995 bis 1999, Übertritt des Abgeordneten zur Gréng a Liberal Allianz)